# شین وارن
شین کیث وارن (انگلیسی: Shane Warne; ۱۳ سپتامبر ۱۹۶۹ – ۴ مارس ۲۰۲۲) بازیکن کریکت استرالیایی بود. به بازیکن چرخنده پای راست شناخته می‌شد و یکی از مشهورترین و بزرگ‌ترین بازیکن بولر تاریخ کریکت به‌شمار می‌رود. وی در ۲۰۰۰ توسط هیئتی از متخصصان کریکت به عنوان یکی از پنج بازیکن کریکت قرن انتخاب شد. او به عنوان بولر جزو پنج بازیکنی است که همچنان در زمان خود بازی می‌کند. بازیکن کریکت، و بازیکن پوکر اهل استرالیا بود.
وارن اولین مسابقه تست خود را در سال ۱۹۹۲ انجام داد و بیش از ۱۰۰۰ ویکت در مسابقات بین‌المللی تست یک روزه (ODIs) دریافت نمود. مسابقه تست ۷۰۸ وارن تا سال ۲۰۰۷ رکورد بیشترین ویکت‌هایی بود که یک بازیکن بولر در مسابقه تست گرفته بود. او در سال ۱۹۹۴ بازیکن کریکت ویزدن، و در سال ۱۹۹۷و ۲۰۰۴ به عنوان بهترین بازیکن کریکت ویزدن در جهان انتخاب شد. وارن که در ابتدا یک ضربه زن رده پایین مفید بود، بیش از ۳۰۰۰ تست ویکت انجام داد. وارن علاوه بر بازی در سطح بین‌المللی، در بازی کریکت داخلی در ایالت خود ویکتوریا و همچنین در انگلیس برای همپشایر بازی کرد. او از سال ۲۰۰۵ تا ۲۰۰۷ به مدت سه فصل کاپیتان همپشایر بود. دوران حرفه ای او با رسوایی‌های خارج از زمین، از جمله محرومیت از بازی کریکت به دلیل مثبت بودن آزمایش دوپینگ از یک ماده ممنوعه، اتهام بدنام کردن بازی کریکت با شرط‌بندی‌ها و بی احتیاطی‌های جنسی، همراه بود.
وارن در ژانویه ۲۰۰۷ در پایان پیروزی ۵ بر صفر استرالیا در سری پیروزی‌های اشز بر انگلیس از رقابت‌های کریکت بین‌المللی کناره‌گیری کرد. سه بازیکن دیگر که در آن زمان در تیم استرالیا حضور داشتند - گلن مک گراث، دیمین مارتین و جاستین لنگر - نیز در همان زمان از مسابقه تست بازنشسته شدند، و باعث شد تا برخی از جمله ریکی پونتینگ کاپیتان استرالیایی، این کناره‌گیری‌ها را «پایان یک دوران» اعلام کنند.
وارن به عنوان بهترین بازیکن «بزرگ‌ترین تیم ODI تاریخ» استرالیا شناخته شد. به مناسبت صد و پنجاهمین سال کریکترز، ویزدن، ویزدن نام وارن را به عنوان بهترین بازیکن یازدهمین آزمون جهانی به رسمیت شناخت. وارن پس از بازنشستگی از کریکت بین‌المللی، آخرین فصل زندگی خود را در همپشایر در ۲۰۰۷بازی کرد و سپس از کریکت حرفه‌ای بازنشسته شد. او در چهار فصل اول (۲۰۱۱–۲۰۰۸) لیگ برتر هند برای رویالز راجستان بازی کرد، وی در این لیگ نقش کاپیتان و مربی را بازی کرد. او تیمش را در فینال فصل ۲۰۰۸ در برابر چنای سوپر کینگز به پیروزی رساند. در فوریه ۲۰۱۸، باشگاه سلطنتی راجستان، وارن را به عنوان مربی تیم خود IPL ۲۰۱۸ منصوب کرد. در ۲۰۱۳، وارن به تالار مشاهیر کریکت ICC معرفی شد. در ۲۰۱۲، وارن همچنین توسط فدراسیون کریکت استرالیا وارد تالار مشاهیر کریکت گردید. در یک نظرسنجی از طرفداران کریکت که توسط الماناک کریکترز در سال ۲۰۱۷انجام شد، او در فهرست بهترین بازیکنان اشز کشور در ۴۰ سال گذشته معرفی شد.

## اوایل زندگی
شین کیث وارن در ۱۳ سپتامبر ۱۹۶۹ در حومه ملبورن، در خانواده بریجت و کیت وارن به دنیا آمد. مادرش آلمانی بود. او از کلاس‌های هفتم تا نهم دبیرستان در دبیرستان همپتون تحصیل کرد، وی سپس به‌دنبال پیشنهاد گرامر منتون در یک بورس تحصیلی ورزشی شرکت کرد و در آنجا سه سال آخر مدرسه را گذراند.

## مرگ
در ۴ مارس ۲۰۲۲، وارن در سن ۵۲سالگی بر اثر حمله قلبی مشکوکی در ویلایی در جزیره تایلندی جزیره ساموی درگذشت. مرگ او در همان روزی اتفاق افتاد که دیگر بازیکن استرالیایی کریکت راد مارش، تنها چند ساعت قبل از مرگ خودش در توییتر به وارن ادای احترام کرده بود. تنها بازماندگان وارن پدر و مادرش و برادرش جیسون می‌باشند.